# Scorpione (arma)

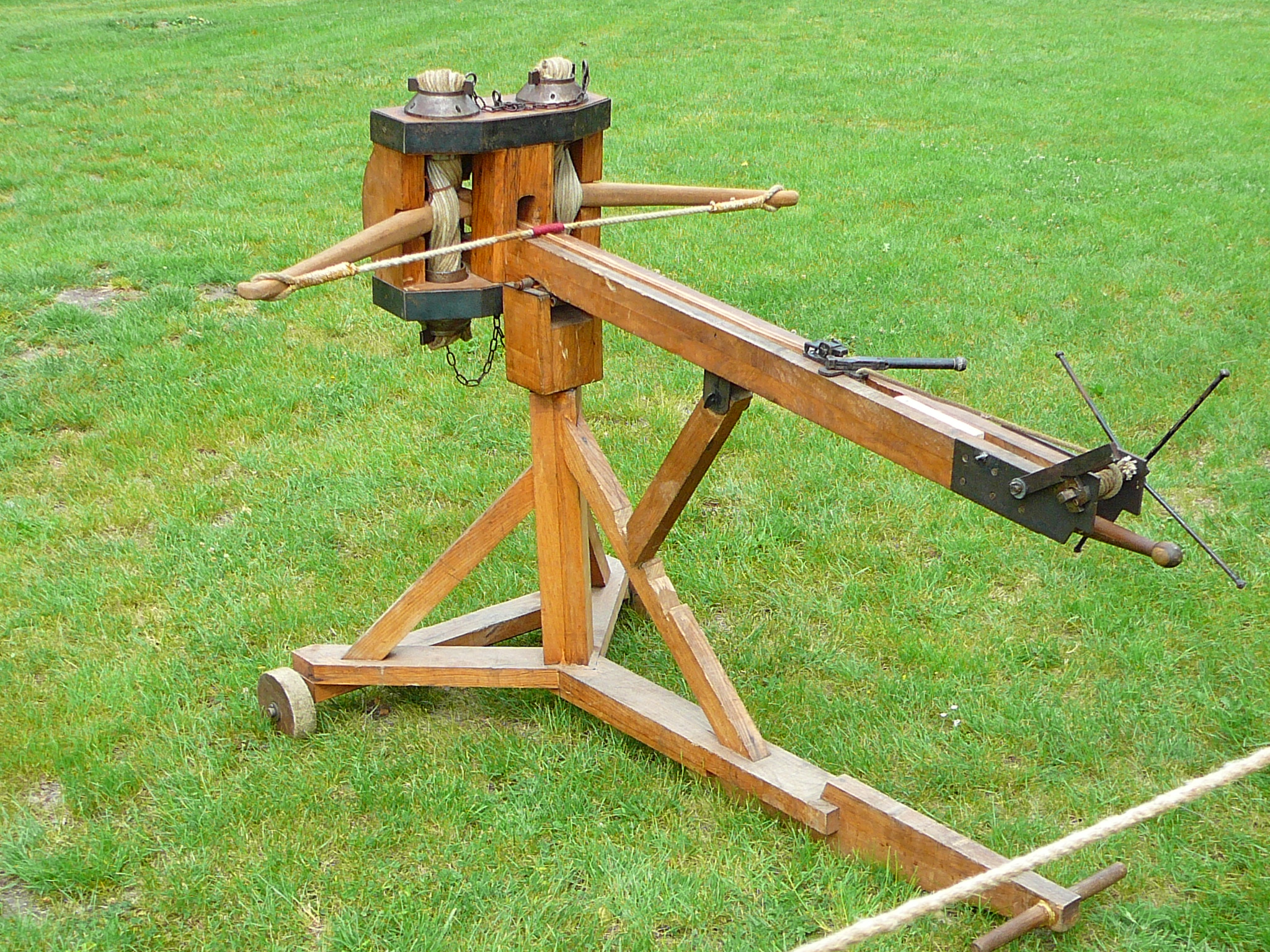
Ricostruzione moderna di scorpione

Lo scorpione era un pezzo d'artiglieria romana.

## Funzionamento
A differenza di tutte le altre armi da getto, lo scorpione funzionava grazie a l'elasticità di un arco più o meno tendibile. Il suo principio di getto era basato sulla elasticità di fortissime gomene o sulla torsione delle stesse. Le gomene erano generalmente costituite da crini di cavallo o da capelli, specialmente di donne. In seguito gli ingegneri militari romani proposero di adoperare delle molle di bronzo composte da molte lamine.

## Descrizione
Lo scorpione lanciava con tiro teso dardi e freccioni di medie dimensioni, ricoperti di ferro a una estremità. Era composto da un calcio posto su di un telaio sul quale si trovavano le gomene e i corti e grossi bracci di acciaio e di un sostegno al quale potrebbe assegnarsi il nome moderno di affusto. Sul calcio scivolavano il congegno di scatto e il dardo. Queste tre parti principali erano smontabili e potevano essere portate separatamente. Una sorta di vite di puntamento serviva ad alzare o abbassare l'affusto, a seconda che i dardi dovessero essere scagliati a un'altezza superiore o inferiore.
Da principio gli scorpioni non erano mobili, ma fissi e utilizzati come macchine da assedio o da difesa. Solo successivamente se ne consentì la mobilità cambiando, in diverse maniere, la forma dell'affusto, a seconda dei tempi e dei popoli.

## Rappresentazioni
Sulla Colonna Traiana di Roma, in cui sono rappresentate le principali scene delle spedizioni daciche di Traiano, si possono osservare due macchine da getto trainate da muli. Queste macchine probabilmente sono due scorpioni, posti sopra un piccolo carro a due ruote. L'atteggiamento dei soldati che stanno vicini alla macchina fa supporre che essi li stiano puntando, particolare questo di estrema importanza, giacché dimostra che lo scorpione rimaneva sul carro anche durante il combattimento ed era quindi dotata di notevole e preziosa mobilità tattica.